# Palazzo del Municipio (Triest)

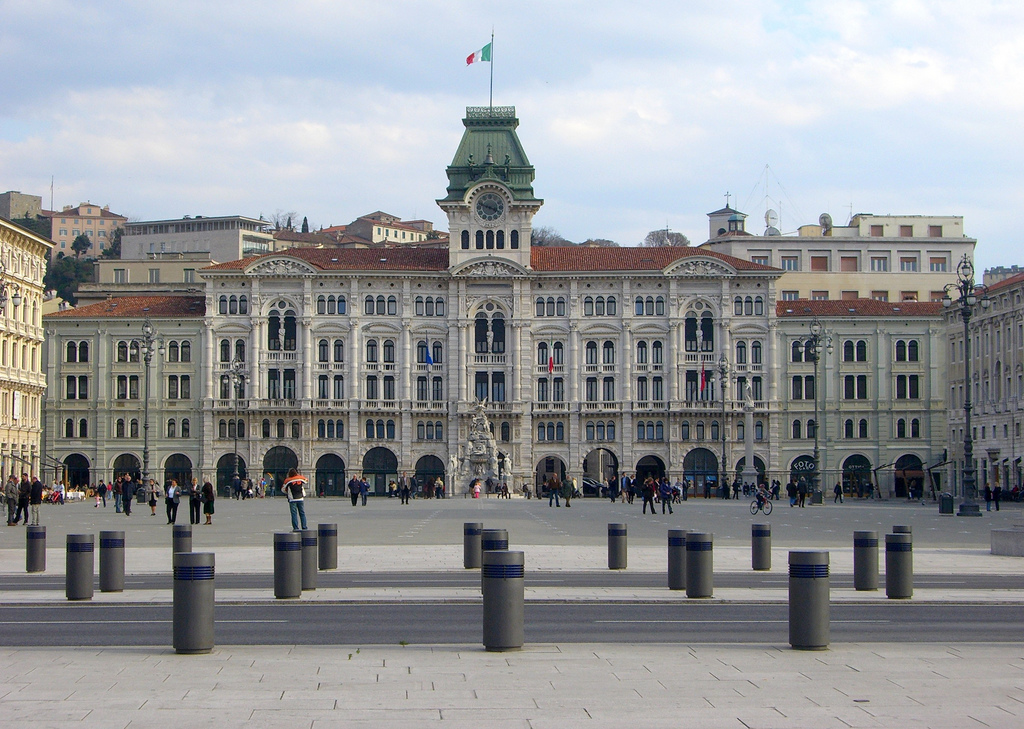
Palazzo del Municipio in Triest

Der Palazzo del Municipio ist ein Palast aus dem 19. Jahrhundert in Triest in der italienischen Region Friaul-Julisch Venetien. Das Gebäude liegt an der Südostseite der Piazza dell’Unità d’Italia, zwischen dem Palazzo Pitteri und dem Palazzo Modello.

## Geschichte

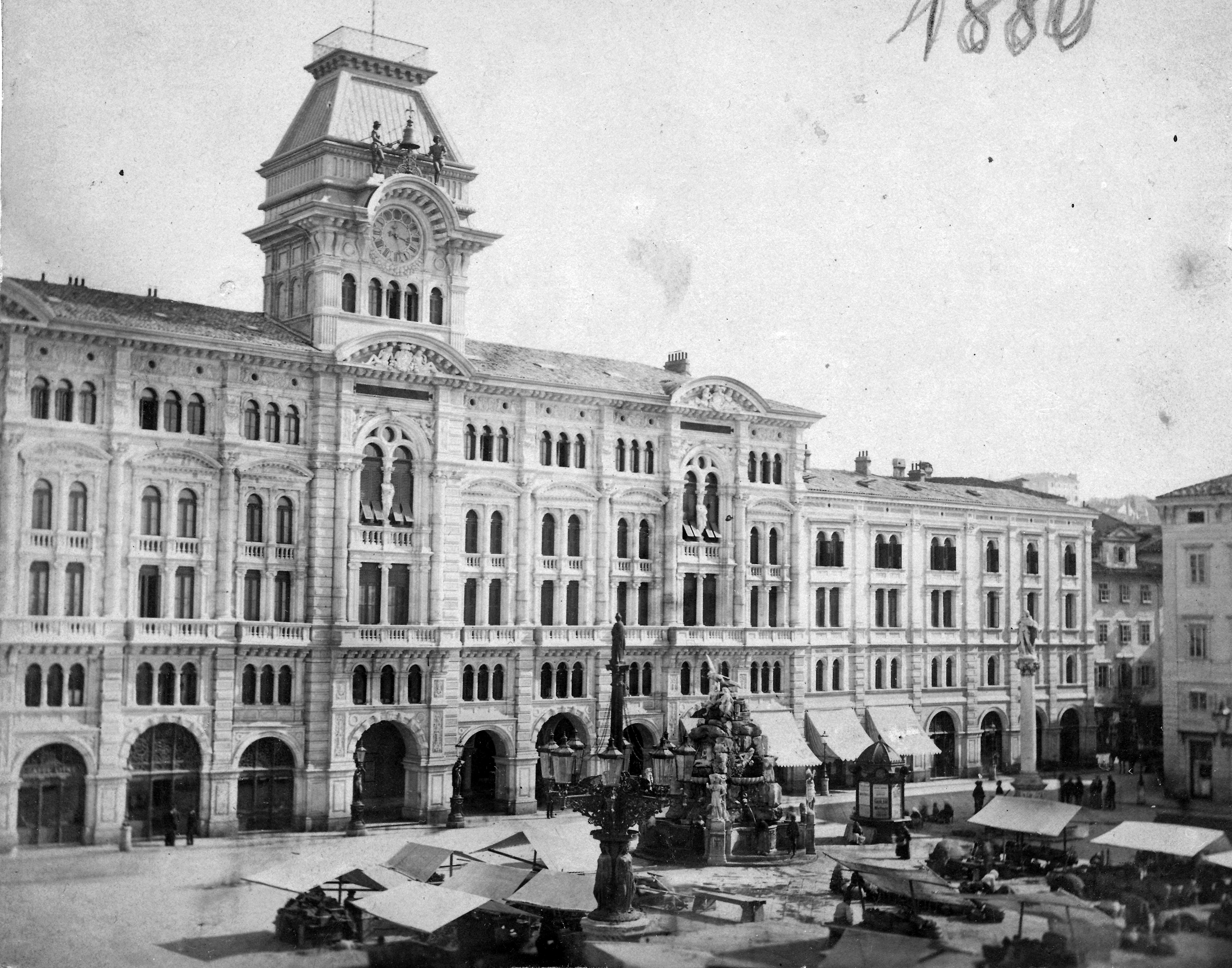
Der Palast auf einem Foto von 1880

Die Piazza dell’Unità d’Italia hieß ursprünglich Piazza San Pietro nach dem Heiligen, dem die spätmittelalterliche Kapelle geweiht war, die sich etwa da befand, wo heute der Palazzo Modello steht. Vereinfacht wurde der Platz aber auch Piazza Grande (dt.: Großer Platz) genannt. Seinen heutigen Namen erhielt der Platz im Jahre 1918 nach der Eingliederung von Triest in das Königreich Italien.
Vor dem 19. Jahrhundert bedeckte der Platz nur etwa die Hälfte seiner heutigen Fläche und an der Südostseite, gegenüber der Meeresküste, stand der Palazzo Pubblico, der auch Palazzo del Magistrato genannt wurde. In der zweiten Hälfte des 19. Jahrhunderts wurde das Aussehen dieses Platzes vollkommen umgekrempelt, wobei man den alten Mandracchio (Hafen für kleine Boote), der im Nordwesten an den Platz anschloss, zuschüttete und die Gebäude um den Platz neu baute. Bei dieser Gelegenheit wurde auch beschlossen, den alten Palazzo del Magistrato abzureißen und an seiner Stelle einen neuen Palast zu errichten, der die Büros der Stadtverwaltung aufnehmen sollte.
Für den neuen Palast wählte man das Projekt des Architekten Giuseppe Bruni, der einige Jahre vorher das Projekt des Palazzo Modello in unmittelbarer Nachbarschaft unterschrieben hatte, da es nicht nur die budgetierten Ausgaben nicht überschritt, sondern sich auch in das Erscheinungsbild der Gegend einfügte, da es an die Formen und architektonischen Eigenheiten des Palazzo del Magistrato erinnerte, der 1871 abgerissen worden war.
Das Projekt wurde am 17. September 1873 bestätigt und die Bauarbeiten begannen zum Ende desselben Jahres unter der Leitung des Bauingenieurs Eugenio Geiringer. Der größte Teil der Arbeiten wurde 1875 abgeschlossen, aber einige Zeichnungen von Bruni von 1876, die architektonische Einzelheiten darstellen, lassen es wahrscheinlich erscheinen, dass die letzten Abschlussarbeiten mindestens bis zu diesem Jahr dauerten.
Die Erweiterung des Palastes, die bereits in den Stadtentwicklungsplänen von 1926 und 1934 vorgesehen war, wurde in den Jahren 1937–1940 unter der Leitung des Bauingenieurs Vittorio Privileggi durchgeführt. Der Anbau in an den Ecken abgerundeter Trapezform mit dem Haupteingang vom Largo dei Granatieri aus schließt sich an das Bestandsgebäude über einen halbrunden Hof an, ein monumentaler Raum, der als Beratungssaal der Archivdokumentation im Untergeschoss konzipiert war.
Von einer Bühne vor dem Palazzo del Municipio aus kündigte Benito Mussolini 1938 das Inkrafttreten der Rassengesetze in Italien an, wogegen der Präsident Luigi Einaudi und der Bürgermeister der Stadt, Gianni Bartoli, am 4. September 1954 vom Mittelbalkon aus die auf dem Platz versammelte Menge zu den Festlichkeiten der Rückkehr von Triest in die Republik Italien grüßten.

## Beschreibung

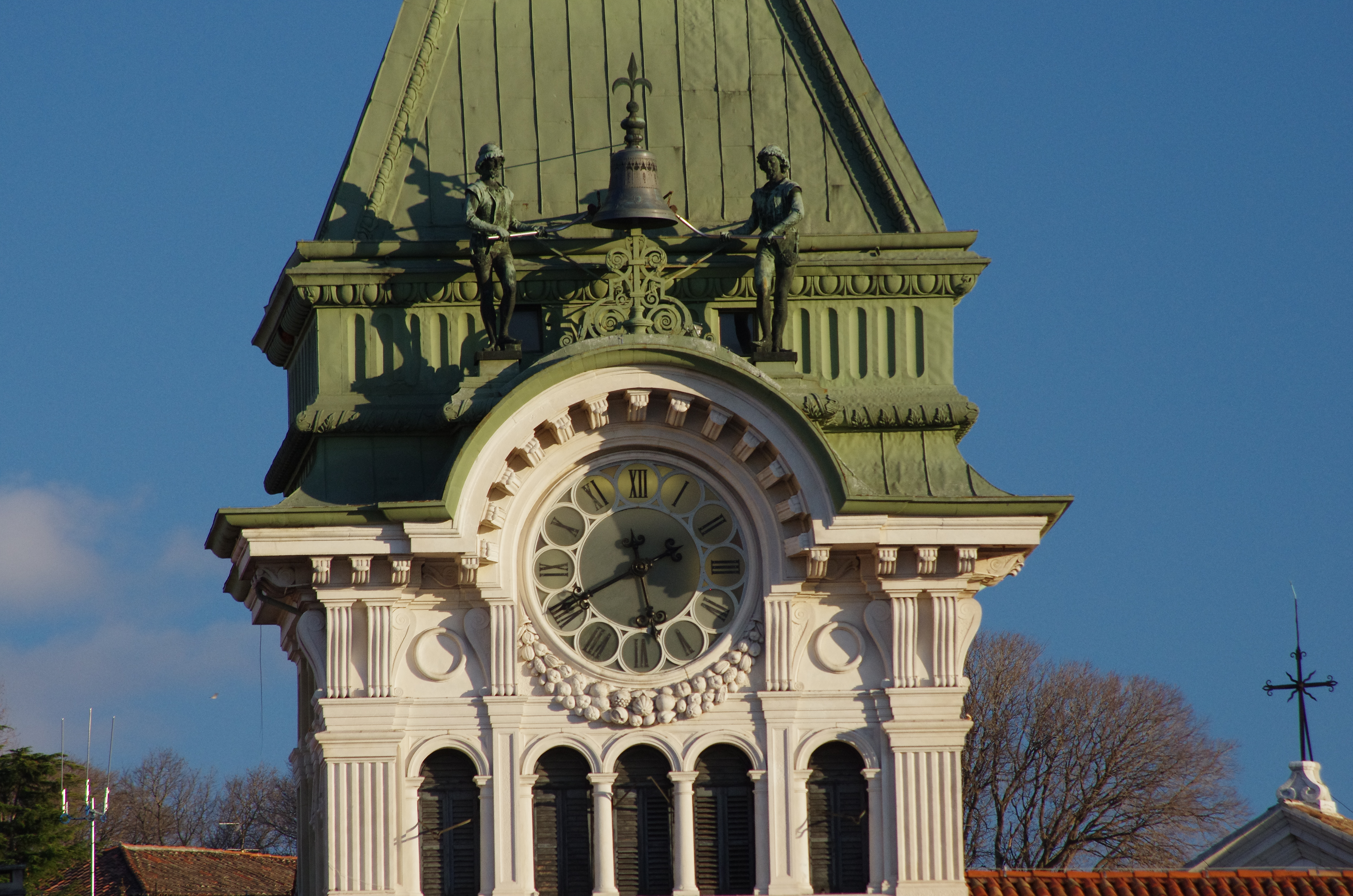
Detail des Uhrenturms

Die Hauptfassade des Palastes zur Piazza dell’Unità d’Italia hin wurde in eklektischem Stil gestaltet und besteht aus zwei seitlichen Baukörpern mit je vier Stockwerken und einem breiteren, um ein Stockwerk höheren, mittleren Baukörper mit besonders vielen Verzierungen. Das Erdgeschoss sticht durch Rundbögen heraus, die an eine Vorhalle erinnern, während sich in den oberen Stockwerken zahlreiche Fenster, aufgeteilt in Doppelfenster und Dreifachfenster öffnen.
In seinem Projekt versuchte der Architekt Giuseppe Bruni, die architektonischen Charakteristiken des Palazzo del Magistrato wiederaufzunehmen, der sich vorher an derselben Stelle befand, aber das Resultat gefiel den Triestern anfangs nicht; sie prägten für den Palast einige fantasievolle Spitznamen: „Palazzo Cheba“ (dt.: Käfigpalast), weil er an einen großen Vogelkäfig erinnerte; „Palazzo Sipario“ (dt.: Vorhangpalast), da seine Masse die hässlichen Gebäude der Citta Vecchia (dt.: Altstadt) dahinter vor den Leuten auf dem Platz verbarg; „Budel de Lionfante“ (dt.: Löwenfanten(?)bude) oder „Castel de Mandolato“ (dt.: Vermasselte Burg).
In der Mitte der Fassade erhebt sich der Uhrenturm, auf dessen Spitze sich die Statuen von zwei Mohren befinden, die die Stundenschläge auf eine Glocke schlagen. Die beiden Skulpturen, die mit den Spitznamen „Micheze“ und „Jacheze“ (aus dem Slowenischen „Mihec“ und „Jakec“) belegt wurden, wurden dort nach dem Willen von Bruni aufgestellt, in Erinnerung an die beiden Mohren, die die Stundenschläge auf der Spitze des Torre di Mandracchio oder Uhrenturms schlugen, der einst das Eingangstor zum Hafen bildete und 1838 abgerissen wurde. Die originalen Statuen wurden in Bronze vom Bildhauer Fausto Asteo da Ceneda geschaffen und zwischen 5. und 7. Januar 1876 auf der Spitze des Turms installiert; sie traten zur Mittagsstunde des 14. Januar 1876 erstmalig in Aktion. 1972 wurden die Statuen entfernt und durch Kopien ersetzt, damit die Originale nicht verschlissen. Letztere wurden bis 2004 in einem Lager verwahrt, bis sie schließlich restauriert und am Eingang des Castello di San Giusto aufgestellt wurden.